# المر لوسیل آلن
المر لوسیل آلن (انگلیسی: Elmer Lucille Allen؛ زادهٔ ۱۹۳۱) هنرمند سرامیک و شیمی‌دان اهل ایالات متحده آمریکا است.